# Ryan Paevey

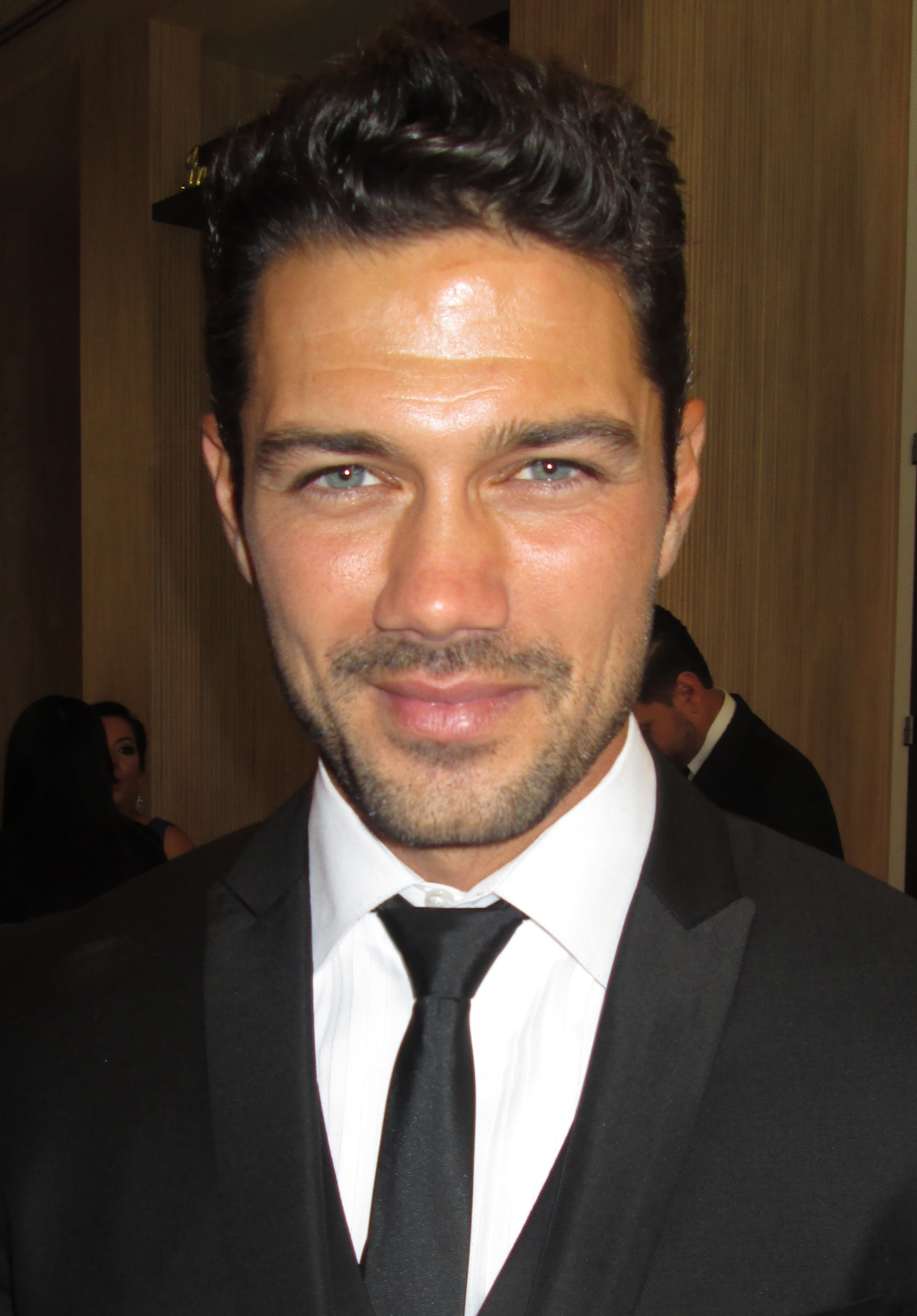
Ryan Paevey (2014)

Ryan Jacob Paevey-Vlieger (* 24. September 1984 in Torrance) ist ein US-amerikanisches Model und Schauspieler. Bekannt wurde Paevey für seine Rolle als Nathan West in der ABC-Seifenoper General Hospital.

## Leben
Paevey wuchs in Los Angeles als Sohn von Les Vlieger und Linda Paevey auf. Er ist väterlicherseits niederländischer und indonesischer Abstammung und hat eine jüngere Schwester. Er besuchte die High School, wo er auch Französisch und Japanisch lernte. Paevey wurde von seinem Vater handwerklich ausgebildet, begann dann aber zu modeln, was schließlich zu kommerziellem Erfolg und dem Einstieg in die Schauspielerei führte.

## Karriere
Nach einigen Werbespots hat Paevey bei der Produktion des Musikvideos zu Thickes Sex Therapy als Body Double für Robin Thicke gearbeitet und hatte auch in Christina Aguileras Musikvideo 2012 für Your Body einen Einsatz. Als Model hat Paevey mit Katy Perry und Cher zusammengearbeitet. Das motivierte ihn in die Schauspielerei einzusteigen. Es gelang ihm, von 2013 bis 2018 in der Serie General Hospital in 283 Folgen zu spielen. Es folgten Rollen als Hauptdarsteller in Hallmark-Produktionen wie Harvest Love, Christmas at the Plaza – Verliebt in New York oder auch A Timeless Christmas.

## Filmografie
- 2009: Robin Thicke: Sex Therapy (Musikvideo)
- 2010: Toni Braxton: Hands Tied (Musikvideo)
- 2011: The Girl with the Gloves
- 2012: The Rental
- 2012: Christina Aguilera: Your Body (Musikvideo)
- 2013: The Client List (TV-Serie, 1 Folge)
- 2013–2018: General Hospital (TV-Serie, 283 Folgen)
- 2016: Unleashing Mr. Darcy
- 2017: Locked In
- 2017: Harvest Love
- 2018: Brooklyn Nine-Nine (TV-Serie, 1 Folge)
- 2018: Marrying Mr. Darcy
- 2018: Hope at Christmas
- 2019: From Friend to Fiancé
- 2019: Games People Play (TV-Serie, 3 Folgen)
- 2019: A Summer Romance
- 2019: Christmas at the Plaza – Verliebt in New York
- 2020: Matching Hearts
- 2020: A Timeless Christmas
- 2022: Two Tickets to Paradies
- 2023: Fourth Down and Love